# L.A.ライブ
L.A.ライブ（エルエーライブ、L.A. Live）は、ロサンゼルスのクリプト・ドットコム・アリーナ周辺にある複合施設の名称。

## 概要
L.A.ライブはアンシュッツ・エンターテイメント・グループ、ワコビア、マクファレン・パートナーズの3社が事業を行っている。

### Peacockプラザ
PeacockプラザはL.A.ライブの中心となる屋外広場。当初はノキアが命名権を取得しノキアプラザと名称されたが、2014年マイクロソフトがノキア買収により2015年6月に名称を変更した。ニューヨークのタイムズスクエア、日本の銀座を意識して作られた。映画館としても作られた

### Peacockシアター・The Novo
PeacockシアターはL.A.ライブ最大の劇場。収容人数は7,100名。ESPY賞や、アメリカン・ミュージック・アワードの授賞式をはじめ、コンサート、演劇、ミュージカルに対応できる。2008年からプライムタイム・エミー賞授賞式とアメリカン・アイドル決戦大会が同会場で行った。しばしば、Anime Expoのライブ会場としても使用されたこともあり、中川翔子やAKB48、初音ミク、ももいろクローバーZのコンサートが行われた。2028年ロサンゼルス五輪ではウエイトリフティング競技会場として使用される予定。
The Novoは最大2,300名収容のライブハウスで、日本の赤西仁のソロライブ、グラミー賞ノミネーションライブなどが行われた。

### グラミー・ミュージアム
グラミー・ミュージアムは、グラミー賞50周年を機に2008年12月にオープン。グラミー賞関連の展示を行っている。

### その他
- ESPN
- ザ・リッツ・カールトン
- JWマリオットホテル
- リーガル・エンターテインメント・グループ（映画館）